# Барксдейл, Дон
Дональд Эрджи «Дон» Барксдейл (англ. Donald Argee "Don" Barksdale; 31 марта 1923, Окленд, штат Калифорния, США — 8 марта 1993, там же) — американский профессиональный баскетболист афроамериканского происхождения. В составе сборной США выиграл летние Олимпийские игры 1948 года в Лондоне. Первый афроамериканец, который включался во всеамериканскую сборную NCAA, входил в Олимпийскую сборную США и участвовал в матче всех звёзд НБА. Член Зала славы баскетбола с 2012 года.

## Ранние годы
Дон Барксдейл родился 31 марта 1923 года в городе Окленд (штат Калифорния), вырос в городе Беркли (штат Калифорния), учился там же в одноимённой школе, где не смог играть за местную баскетбольную команду, так как её главный тренер не брал в состав афроамериканцев.

## Студенческая карьера
В 1943 году Барксдейл поступил в Маринский колледж, в котором учился на протяжении двух лет (1943—1945). В 1947 году закончил Калифорнийский университет в Лос-Анджелесе, где в течение одного года играл за баскетбольную команду «УКЛА Брюинз», в которой провёл успешную карьеру. При Барксдейле «Брюинз» ни разу не выигрывали ни регулярный чемпионат, ни турнир конференции Тихоокеанского побережья, а также ни разу не выходили в плей-офф студенческого чемпионата США.
В сезоне 1946/1947 годов Дон Барксдейл стал лучшим снайпером «Брюинз», за что по его итогам включался в первую сборную всех звёзд конференции Тихоокеанского побережья, а также во 2-ю всеамериканскую сборную NCAA, став первым афроамериканцем, включённым в эту символическую команду. Свитер с номером 11, под которым он выступал за «УКЛА Брюинз», был закреплён за ним и выведен из употребления. Барксдейл был членом первого афроамериканского межуниверситетского братства Alpha Phi Alpha.

## Профессиональная карьера
Играл на позиции тяжёлого форварда и центрового. В 1947 году Барксдейл заключил договор с командой «Окленд Биттнерс» из Любительского спортивного объединения (AAU), выступавшей в Национальной промышленной баскетбольной лиге (NIBL). Позже выступал за команды «Окленд Блю & Голд Атлас» (NIBL), «Балтимор Буллетс» (НБА) и «Бостон Селтикс» (НБА). Всего в NIBL и НБА провёл по четыре сезона. За четыре года в NIBL он постоянно включался во всеамериканскую сборную AAU (1948—1951). 13 января 1953 года Барксдейл стал первым афроамериканцем, принимавшем участие в матче всех звёзд НБА, в котором провёл на площадке 11 минут, набрав одно очко. 27 августа 1953 года Дон вместе с Хермом Хеддериком и Мо Махони был обменян в клуб «Бостон Селтикс» на Джима Догерти и Вернона Стоукса, став вторым, после Чака Купера, афроамериканцем в составе «Кельтов». Всего за карьеру в НБА Барксдейл сыграл 262 игры, в которых набрал 2895 очков (в среднем 11,0 за игру), сделал 2088 подборов и 549 передач. 7 сентября 2012 года Дон Барксдейл был избран в Зал славы баскетбола имени Нейсмита в качестве человека, который сделал значительный вклад в развитие баскетбола.

## Карьера в сборной
В 1948 году Дон Барксдейл стал в составе сборной США олимпийским чемпионом летних Олимпийских игр в Лондоне, став первым афроамериканцем, вошедшим в Олимпийскую баскетбольную команду. Барксдейл получил это место, благодаря лоббированию со стороны Фреда Маджиоры, члена баскетбольного олимпийского комитета и политика в Окленде, который был соседом Дона в родном городе. Костяк сборной составляли баскетболисты команды «Кентукки Уайлдкэтс», которые 23 марта того же года стали чемпионами Национальной ассоциации студенческого спорта (NCAA). В 1951 году Дональд стал в составе сборной США чемпионом Панамериканских игр в Буэнос-Айресе.

## Неспортивная деятельность
Параллельно своей спортивной карьере Барксдейл начал вести передачи на радио. В 1948 году Дональд стал первым чернокожим диск-жокеем на радио в районе залива Сан-Франциско. Кроме того он работал на телевидении и владел собственной фирмой по распространению пива. Он стал первым афроамериканским дистрибьютором пива и первым чернокожим телеведущим в районе залива Сан-Франциско, который вёл шоу под названием «Sepia Review» на KRON-TV.
После завершения своей профессиональной карьеры Барксдейл вернулся на радио, где основал свою собственную студию звукозаписи и открыл два ночных клуба в Окленде. В 1983 году основал спортивный фонд средней школы Сейв, который, как считается, помог спасти спортивную программу школ Окленда от краха.

## Семья и смерть
Дон Барксдейл скончался в понедельник, 8 марта 1993 года, от рака горла на 70-м году жизни в родном городе Окленд (штат Калифорния). У него остались два сына, Дональд-младший и Дерек.

## Статистика

### Статистика в НБА
| Сезон                                                                                    | Команда  | Регулярный сезон | Регулярный сезон | Регулярный сезон | Регулярный сезон | Регулярный сезон | Регулярный сезон | Регулярный сезон | Регулярный сезон | Регулярный сезон | Регулярный сезон | Регулярный сезон | Серия плей-офф | Серия плей-офф | Серия плей-офф | Серия плей-офф | Серия плей-офф | Серия плей-офф | Серия плей-офф | Серия плей-офф | Серия плей-офф | Серия плей-офф | Серия плей-офф |
| Сезон                                                                                    | Команда  | GP               | GS               | MPG              | FG%              | 3P%              | FT%              | RPG              | APG              | SPG              | BPG              | PPG              | GP             | GS             | MPG            | FG%            | 3P%            | FT%            | RPG            | APG            | SPG            | BPG            | PPG            |
| ---------------------------------------------------------------------------------------- | -------- | ---------------- | ---------------- | ---------------- | ---------------- | ---------------- | ---------------- | ---------------- | ---------------- | ---------------- | ---------------- | ---------------- | -------------- | -------------- | -------------- | -------------- | -------------- | -------------- | -------------- | -------------- | -------------- | -------------- | -------------- |
| 1951/52                                                                                  | Балтимор | 62               |                  | 32,5             | 33,8             |                  | 69,1             | 9,7              | 2,2              |                  |                  | 12,6             | Не участвовал  | Не участвовал  | Не участвовал  | Не участвовал  | Не участвовал  | Не участвовал  | Не участвовал  | Не участвовал  | Не участвовал  | Не участвовал  | Не участвовал  |
| 1952/53                                                                                  | Балтимор | 65               |                  | 35,4             | 38,7             |                  | 64,1             | 9,2              | 2,6              |                  |                  | 13,8             | Не участвовал  | Не участвовал  | Не участвовал  | Не участвовал  | Не участвовал  | Не участвовал  | Не участвовал  | Не участвовал  | Не участвовал  | Не участвовал  | Не участвовал  |
| 1953/54                                                                                  | Бостон   | 63               |                  | 21,6             | 37,6             |                  | 66,2             | 5,5              | 1,9              |                  |                  | 7,3              | 6              |                | 17,7           | 30,6           |                | 72,7           | 4,5            | 1,2            |                |                | 5,0            |
| 1954/55                                                                                  | Бостон   | 72               |                  | 24,9             | 38,2             |                  | 65,1             | 7,6              | 1,8              |                  |                  | 10,5             | 7              |                | 17,4           | 45,0           |                | 85,7           | 5,0            | 1,4            |                |                | 7,7            |
|                                                                                          | Всего    | 262              |                  | 28,5             | 37,0             |                  | 66,0             | 8,0              | 2,1              |                  |                  | 11,0             | 13             |                | 17,5           | 38,2           |                | 81,3           | 4,8            | 1,3            |                |                | 6,5            |
| Наведите курсор мыши на аббревиатуры в заголовке таблицы, чтобы прочесть их расшифровку. |          |                  |                  |                  |                  |                  |                  |                  |                  |                  |                  |                  |                |                |                |                |                |                |                |                |                |                |                |